# Federación del Rodeo Chileno
La Federación del Rodeo Chileno fue fundada el 22 de mayo de 1961 y está afiliada al Consejo Nacional del Deporte del Comité Olímpico de Chile. Esta federación está a cargo del rodeo federado y la Federación Nacional de Rodeos y Clubes de Huasos de Chile controla el rodeo laboral de Chile.
Es una institución de aficionados sin fines de lucro cuyo objetivo es regir y fomentar el rodeo en Chile y en sus relaciones con el extranjero. El rodeo es el deporte nacional de Chile desde el 10 de enero de 1962.
En el año 1999 esta federación ganó el Premio a lo Chileno, otorgado por Iansa.

## Afiliados
En Chile existen 6 federaciones de Rodeo –entre ellas la Federación del Rodeo Chileno- que regulan el deporte, más de 100 asociaciones, más de 1.000 clubes, cerca de 30.000 socios y 40.000 participantes, y se realizan más de 1.900 rodeos al año, de los cuales 500 son oficiales.
Anualmente asisten al rodeo 2.000.000 de personas como público, existen 40.000 caballos chilenos inscritos en competencia, participan 370.000 novillos y genera 12.000 empleos directos y más de 90.000 empleos indirectos.

## Administración
La federación es regida por un directorio ejecutivo que es elegido por el consejo directivo. Este último está conformado por todos los presidentes de las asociaciones del rodeo chileno del país. Este directorio ejecutivo se elige cada cuatro años y está conformado por el presidente, el vicepresidente, el secretario general, el director tesorero y seis directores. 
El primer directorio de la Federación del Rodeo Chileno lo formaron: Fernando Hurtado Echenique, presidente; Gustavo Donoso Covarrubias, vicepresidente; Darío Pávez Gaete, tesorero; Pedro Juan Espinoza Del Valle, Baltasar Puig Brenner, Gonzalo Pérez Llona, Ricardo Ibáñez Letelier, directores; y Raúl Pávez Romero, secretario.

### Directorio actual
- Presidente: Alfredo Moreno Echeverría.
- Vicepresidente: Mauricio Bernier Higueras.
- Tesorero: Claudio Aravena Flores.
- Secretario General: Iván Acevedo Daza.
- Directores: José Manuel Pozo Luco, Carlos Salamé Coulon, José Tomás García Villar, Faruk Touma Aguad e Ives Richasse Acevedo.

## Propiedades
- Medialuna Monumental de Rancagua, con capacidad para 12.000 espectadores.
- Hacienda de 500 hectáreas en Valdivia para la engorda de sus propios novillos.
- Casa Matriz en Av. Ricardo Lyon, Providencia, Santiago.